# Masalia continuata
Masalia continuata är en fjärilsart som beskrevs av Karl Grünberg 1910. Masalia continuata ingår i släktet Masalia och familjen nattflyn. Inga underarter finns listade i Catalogue of Life.